# Многофотонная ионизация
Многофото́нная иониза́ция — процесс ионизации атома, молекулы или иона в поле электромагнитной волны путём поглощения двух и более фотонов. Является частным случаем многофотонного поглощения.
Многофотонная ионизация является частным предельным случаем более общего процесса ионизации в переменном поле (обратным предельным случаем, когда зависимостью внешнего поля от времени можно пренебречь, является туннельная ионизация).

## Физика явления
Необходимым условием наблюдения многофотонной ионизации является выполнение условия {\displaystyle h\nu <eI_{p}}, где {\displaystyle h\nu } — энергия фотона ({\displaystyle \nu } — частота электромагнитного излучения), {\displaystyle eI_{p}} — энергия ионизации ({\displaystyle I_{p}} — потенциал ионизации). В то же время полная энергия поглощённых фотонов {\displaystyle Nh\nu } ({\displaystyle N} — число фотонов, поглощённых в одном элементарном акте) должна быть больше энергии ионизации.
Вероятность ионизации {\displaystyle w} зависит от интенсивности излучения {\displaystyle I} и связана с ней степенным законом:
{\displaystyle w=\alpha _{N}I^{N}}
Таким образом, многофотонная ионизация является нелинейным процессом по отношению к интенсивности излучения. Константа {\displaystyle \alpha _{N}} зависит от вида ионизируемого атома, а также от частоты и поляризации (для несферических молекул) излучения. Для зависимости {\displaystyle \alpha _{N}(\omega )} характерно наличие резонансов, связанных с совпадением частоты излучения с одним из переходов в спектре атома или молекулы (в сильном поле необходимо также учитывать эффект Штарка).
Многофотонная ионизация, вообще говоря, не является пороговым эффектом, то есть в принципе может наблюдаться при сколь угодно малых интенсивностях излучения. На практике, однако, для экспериментального наблюдения эффекта требуются относительно высокие интенсивности, достижимые только с использованием лазеров. Кроме того, многофотонная ионизация может быть получена только в разреженных газах. В плотных газах (при давлении более нескольких торр) доминирует лавинная ионизация.

## Применение
Процесс многофотонной ионизации лежит в основе метода многофотонной резонансной спектроскопии, для которой характерны высокая степень селективности по частотам и большая эффективность регистрации.